# Miohippus
Miohippus (лат.) («маленькая лошадь») — вымерший род лошадей, существовавший дольше многих других лошадиных. Обитал в Северной Америке от 32 до 25 миллионов лет назад, с позднего эоцена до конца олигоцена. Согласно Флоридскому музею естественной истории Отниел Чарлз Марш изначально считал Miohippus животным из эпохи миоцен и назвал род на основе ошибочного предположения. Более поздние исследования подтверждают, что в действительности Miohippus обитал в палеогеновом периоде.
Виды Miohippus также известны как трёхпальцевые лошади. Их ареал простирался от Альберты, Канада, до Флориды и Калифорнии, США.

## Таксономия
Типовой вид Miohippus annectens назван Отниелем Чарлзом Маршем в 1874 году. Включается в подсемейство Anchitheriinae (MacFadden, 1998).

## Описание

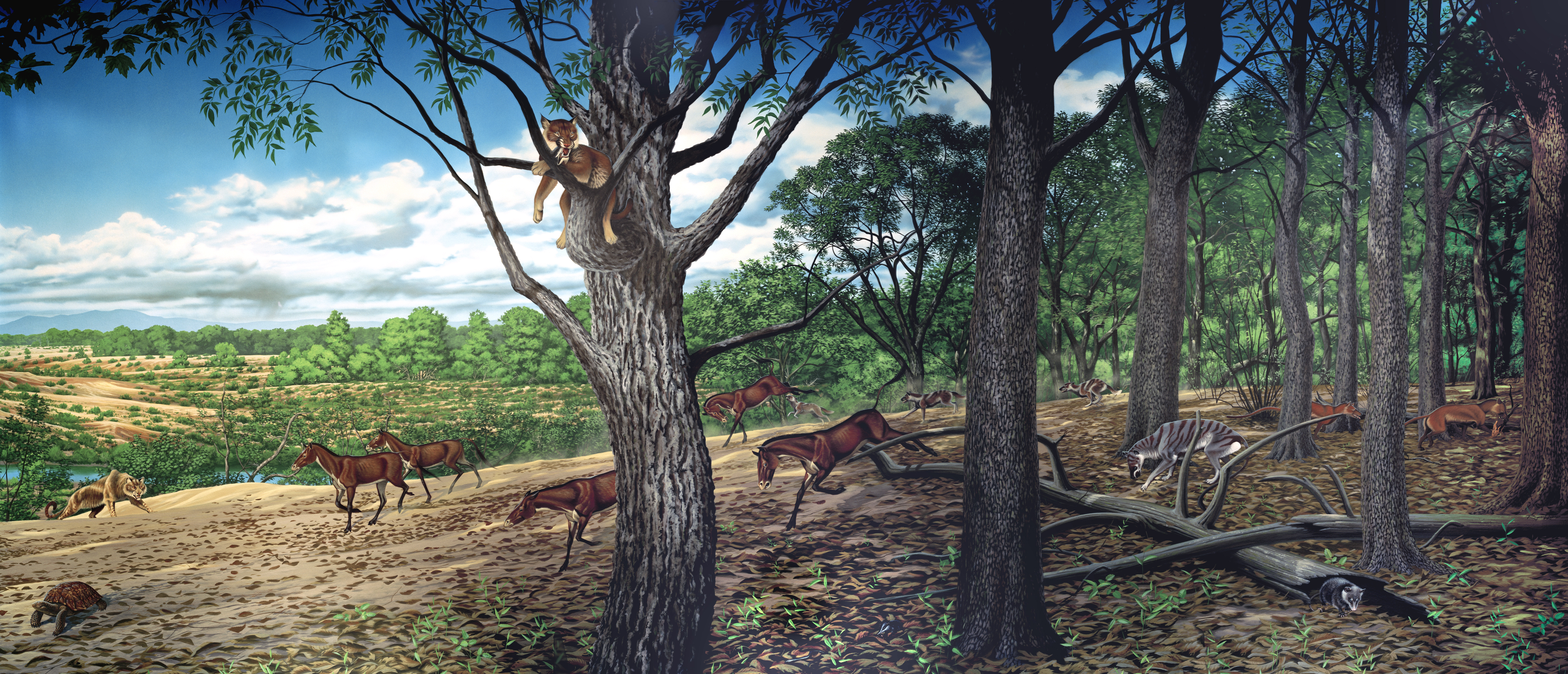
Реконструкция Miohippus (в центре) и других животных из группы слоёв Тёртл-Ков формации Джон-Дэй. Сервис Национального парка.

Вид M. obliquidens, обитавший примерно 34,9-30 млн лет назад, найден в Монтане, Северной Дакоте, Южной Дакоте и Небраске, его расчётная масса составляла 25-30 кг. Другие виды Miohippus достигали 40-55 кг, что заметно превышает размеры более древних эоценовых лошадей, но значительно меньше современных, чья масса обычно составляет около 500 кг.

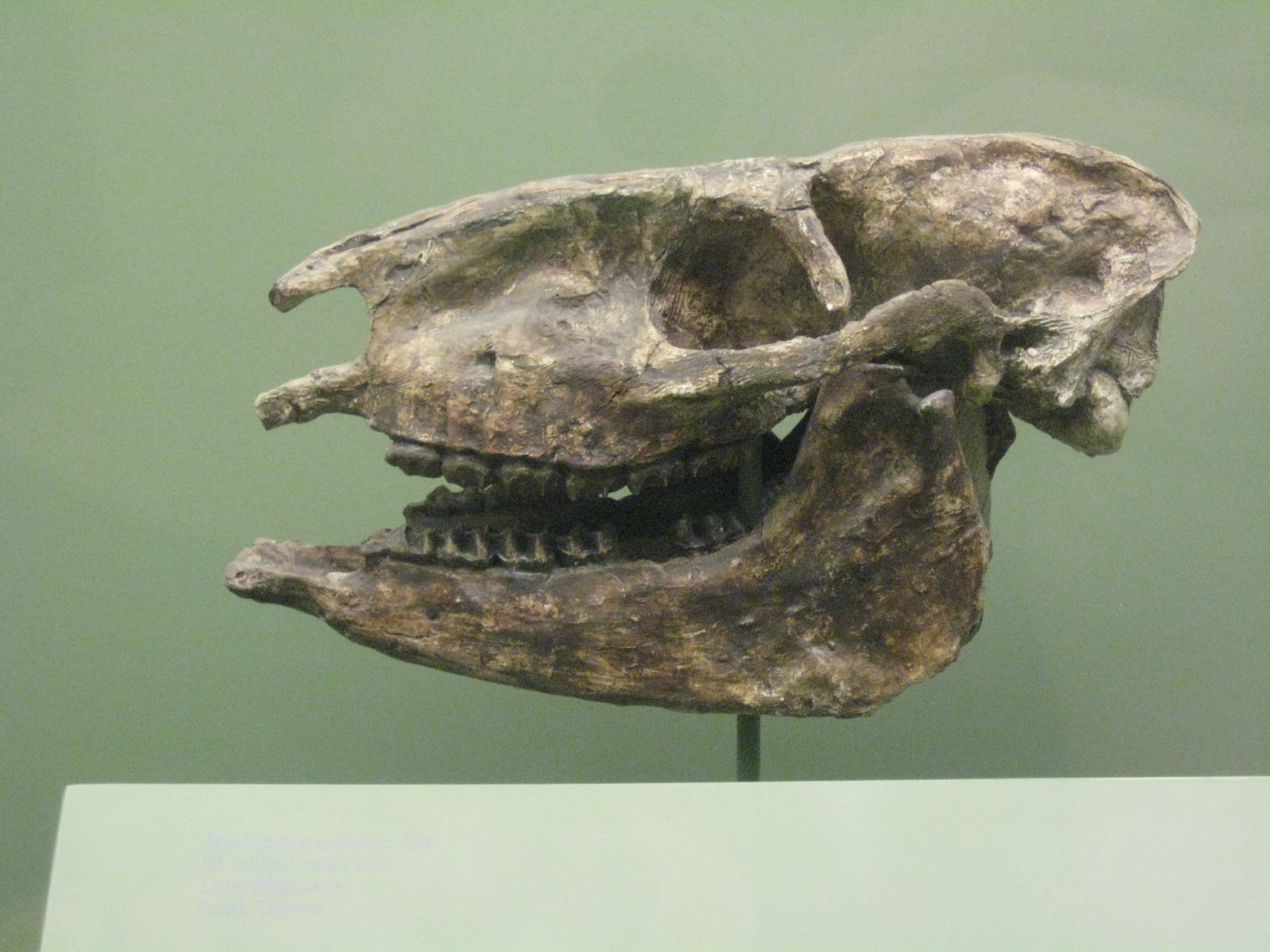
Череп Miohippus

Miohippus был крупнее, чем мезогиппус (Mesohippus) и обладал более длинным черепом. Его лицевые ямки глубже и шире, а голеностопный сустав немного отличался. У Miohippus также есть дополнительный гребень на верхних молярах, увеличивавший площадь поверхности для пережёвывания более жёсткого корма. Такой гребень станет типичной характеристикой зубов более поздних видов лошадей.
Существовало две формы Miohippus: одна обитала в лесах, другая в прериях. Лесная форма дала начало Kalobatippus (или Miohippus intermedius), чьи второй и четвёртый пальцы снова удлинились для передвижения по мягкому грунту древних лесов. Kalobatippus удалось перебраться в Азию через Берингов пролив, а оттуда в Европу, где егоокаменелости были формально описаны под названием Anchitherium. Считается, что в дальнейшем Kalobatippus эволюционировал в форму, известную как Hypohippus, который начал вымирать на границе плиоцена.
Целых восемь видов Miohippus были описаны из формации Джон-Дэй в Орегоне, однако дальнейшие исследования зубных вариаций показали, что только один вид Miohippus может считаться действительным.